# Petre Ceapura

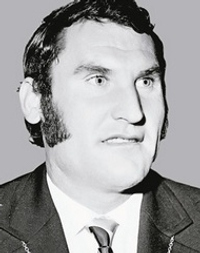
Petre Ceapura (1970er Jahre)

Petre Ceapura (* 12. Juli 1942 in Jurilovca, Kreis Tulcea) ist ein ehemaliger rumänischer Ruderer, der 1970 Weltmeister und 1972 Olympiadritter im Zweier mit Steuermann war.

## Sportliche Karriere
Der 1,88 m große Petre Ceapura gewann seine erste internationale Medaille bei den Europameisterschaften 1967 in Vichy. Der rumänische Vierer mit Steuermann in der Besetzung Reinhold Batschi, Petre Ceapura, Emanoil Stratan, Ștefan Tudor und Steuermann Ladislau Lovrenschi erhielt die Bronzemedaille hinter den Booten aus der UdSSR und aus der DDR. Bei den Olympischen Spielen 1968 in Mexiko-Stadt belegte der rumänische Vierer mit Francisc Papp für Stratan den siebten Platz im Vierer.
Bei den Europameisterschaften 1969 in Klagenfurt erkämpfte Ceapura zusammen mit Gheorghe Moldoveanu und Steuermann Gheorghe Gheorghiu die Bronzemedaille im Zweier mit Steuermann hinter den Booten aus der Tschechoslowakei und aus Italien. Zusammen mit Ștefan Tudor und Ladislau Lovrenschi siegte Ceapura bei den Weltmeisterschaften 1970 in St. Catharines, Kanada vor den Booten aus der DDR und aus der Sowjetunion. Bei den Europameisterschaften 1971 in Kopenhagen traten Ceapura und Tudor mit Gheorghiu als Steuermann an und belegten den vierten Platz hinter den Booten aus der DDR, der Tschechoslowakei und der UdSSR. 1972 bei den Olympischen Spielen 1972 in München steuerte wieder Lovrenschi. Ceapura, Tudor und Lovrenschi erreichten in München das Finale und gewannen die Bronzemedaille hinter den Booten aus der DDR und aus der Tschechoslowakei.
Im Jahr darauf gewannen Ceapura, Tudor und Gheorghiu bei den Europameisterschaften 1973 in Moskau Bronze hinter den Booten aus der UdSSR und aus DDR. Bei den Weltmeisterschaften 1975 in Nottingham belegten Ceapura, Tudor und Lovrenschi mit dem Zweier den neunten Platz.
1977 bei den Weltmeisterschaften 1977 in Amsterdam belegten Petre Ceapura, Gabriel Bularda und Ladislau Lovrenschi den fünften Platz im Zweier. Zwei Jahre später erreichten die drei Rumänen bei den Weltmeisterschaften 1979 in Bled ebenfalls den fünften Platz. 1980 verpassten Ceapura, Bularda und Lourenschi als Vierte der Olympischen Spiele in Moskau um etwas über zwei Sekunden eine Medaille.